# گرهارد بریتنبرگر
گرهارد بریتنبرگر (انگلیسی: Gerhard Breitenberger؛ زادهٔ ۷ فوریهٔ ۱۹۷۹) بازیکن فوتبال اهل اتریش است.
از باشگاه‌هایی که در آن بازی کرده‌است می‌توان به باشگاه فوتبال ردبول زالتسبورگ، و باشگاه فوتبال ردبول زالتسبورگ، اشاره کرد.